# Ángel Illarramendi Larrañaga
Ángel Illarramendi Larrañaga (Zarautz, Guipúscoa, abril de 1958) és un músic i compositor basc.
L'artista té una sòlida formació en harmonia, contrapunt, fuga i composició. Va ser alumne del també compositor basc, Francisco Escudero García de Goizueta (1912-2002). La seva obra principal s'ha centrat en el camp de la cinematografia i el teatre amb bandes sonores destacades de pel·lícules com Tasio (1984) de Montxo Armendáriz, El hijo de la novia, de Juan José Campanella; Teresa, el cuerpo de Cristo de Ray Loriga, Arlecchino, il servitore di due Padroni de Goldoni, o Las Troyanas d'Eurípides. Ha col·laborat també amb un ampli elenc de directors espanyols com Gracia Querejeta, Pedro Olea, Helena Taberna, Anjel Lertxundi, Albert Boadella, Héctor Olivera, Antonio Hernández o Manuel Gutiérrez Aragón, destacant la seva intensa col·laboració amb el productor Elías Querejeta.

## Obres
És autor de set simfonies, un Concierto para clarinete, piano, viola y orquesta, els poemes simfònics Espacio sonriente i "Zarautz" (2016), l'òpera de cambra Zapatos de mujer així com obres de càmera i la suite per orquestra "Una historia reciente".
- Primera sinfonía, Zelai urdin (Pradera blava) (1984)
- Segunda sinfonía (1986)
- Tercera sinfonía Harri zuria (Pedra blanca) (1988)
- Cuarta sinfonía, Sinfonía Ingenua (1993)
- Quinta sinfonía (1996)
- Sexta sinfonía (1998)
- Séptima sinfonía (2007)
- Octava sinfonía (2011)
- Novena sinfonía (2014)

De les seves simfonies, fins avui la setena simfonia ha estat gravada, en aquesta ocasió per l'Orquestra i Cor de la Filharmònica de Varsòvia dirigida per Wojciech Rodek a l'octubre de 2007 i les simfonies 4 "ingènua" (amb la mezzosoprano Maite Arruabarrena) i 9 per l'Orquestra Simfònica d'Euskadi dirigida per José Miguel Pérez-Sierra.

## Filmografia
- La buena nueva (2008)
- Luna de Avellaneda (2004)
- El hijo de la novia (2001)
- Karramarro Uhartea (2000)
- Yoyes (2000)
- Cuando vuelvas a mi lado (1999)
- El último viaje de Robert Rylands (1996)
- Kareletik (1987)
- 27 horas (1986)
- Tasio (1984)

## Premis i nominacions
- 1996: guanyador de la medalla del Cercle d'Escriptors Cinematogràfics a la millor música (El último viaje de Robert Rylands).[3]
- 1996: nominat al Goya a la millor música original (El último viaje de Robert Rylands).[4]
- 2004: guanyador de la medalla del Cercle d'Escriptors Cinematogràfics a la millor música (Héctor).[5]